# Szentantal
Szentantal (szlovákul Svätý Anton, németül Sankt Anton in der Au) község Szlovákiában, a Besztercebányai kerület Selmecbányai járásban.

## Fekvése
Selmecbányától 5 km-re délkeletre, a Selmec-patak partján fekszik.
Északnyugatról Selmecbánya, északkeletről Tópatak, keletről Bábaszék (nagyon rövid szakaszon), Korpona és Zsibritó, délről Berencsfalu, nyugatról pedig Illés községekkel határos.

## Nevének eredete
Nevét Remete Szent Antal tiszteletére szentelt templomáról kapta.

## Története
Területén a kora bronzkorban a lausitzi kultúra egyik települése volt, melynek hamvasztásos temetőjét feltárták.
A falut 1266-ban említik „Scenantollo” néven először. 1276-ban „Sanctus Antonius”, 1342-ben „Zenthantal” néven említik. 1266-ban a Hontpázmány nemzetség birtoka volt. 1342-ben Csábrág várának uradalmához tartozott. A község szélén, a dombtetőn emelkedő Koháry kastély helyén a középkorban vár állott. Barokk kastélyát 1744-ben Koháry András építtette, ma is teljes épségben áll.
A 16. században a település mezővárosi rangot viselt, ahol Hont vármegye több közgyűlését is tartották. A 16. századtól a Pálffy család szitnyai uradalmához tartozott. 1582-ben az Illésházyak, 1622-ben a Koháryak, 1826-ban a Coburgok szerezték meg. A településnek vámja is volt. 1715-ben 30 ház állt itt. 1828-ban 172 házában 1030 lakos élt, akik főként bányászattal, kőfejtéssel, erdei munkákkal foglalkoztak. Téglagyár is működött a településen.
Vályi András szerint „SZENT ANTAL. Mezőváros Hont Várm. földes Ura Gr. Koháry Uraság, lakosai katolikusok, fekszik Selmetznek szomszédságában, ’s az Uraságnak felűl a’ Városon egy hegyóldalán épűltt új jeles kastéllyával díszesíttetik, mellyben ugró kút is van. E’ Mezővároshoz, mint Uradalom’ fejéhez számos tót faluk tartoznak, ’s itten tartatnak az Uraságnak Székei; határja két fordúlóra van osztva, földgyei hegyesek, leginkább tavaszi vetést termők, réttyei a’ hegyeken vannak, nagy része határjának szép fenyő, és tőlgyfákból áll; lakosai többnyire a’ Selmetzi bányákban keresik élelmeiket."
Fényes Elek szerint „Szent-Antal, tót mv., Honth vmegyében, Selmeczhez délre 1 mfldnyire, 1459 kath., 2 evang. lakos. Ékesíti az uraság hegyoldalban épült nagy és pompás kastélya, vadaskertje s a kath. paroch. templom. Határa hegyes; földjei inkább csak tavaszit teremnek; fenyves, bikkes erdeje igen szép; gyümölcse sok. F. u. h. Coburg."
Hont vármegye monográfiája szerint „Szentantal, a Selmecz patak mellett fekvő tót kisközség, 213 házzal és 1631 róm. kath. lakossal; vasúti állomása Selmeczbányán, postája és távirója helyben van. Körjegyzőségi székhely. A Hunt nemzetség ősi birtoka volt; 1266-ban eszközölt határjárásáról emlékeznek meg a följegyzések. 1342-ben Zenthantal alakban a litvai vár tartozéka. E községben találjuk a vármegye legszebb és legnagyobb kastélyát, mely az 1750. évben, gróf Koháry András szeniorságának idejében épült; de már a 15. században állott ugyanezen a helyen kisebb castellum, a mely, a csábrág-szitnyai uradalomhoz tartozván, a 16. század közepén báró Lepoglavai Krusich János, a török fogságot is kiállott korponai várkapitány tulajdona volt, ki azt feleségével, Csábrági Pálffy Péter leányával, Katalinnal, kapta. – Krusich gyermektelenül halt meg, az özvegye pedig 1582-ben Illésházy Istvánhoz, a későbbi nádorhoz ment feleségül. Ebből a házasságból sem származott gyermek és így a nagy kiterjedésű csábrág-szitnyai uradalom, Szentantallal együtt, visszaszállott a koronára, de csak rövid időre, mert 1622-ben a királyi házhoz feltétlen hűségű Koháry Péter kapta adományként. Ez időtől kezdve Szentantal a Koháryakat uralta két évszázadon át; a család fiágának kihaltával a Koburgoké lett Szentantal. Eredetileg Die Au és későbben a 17. században Sanct Anton néven már a 14. század végéből származó levéltári feljegyzésekben és illetve transsumptumokban szerepel; Die Au neve is bizonyítja, hogy német települők alapították, kiknek ivadékai századok multán eltótosodtak. A község régi templomát II. Rudolf idejében, 1592-ben, Illésházy István családja építtette, de 1789-ben le kellett azt bontani és akkor épült a jelenlegi, nagyobb és díszesebb templom. A falu plébániájának levelesládájában az 1697. évi canonica visitatio iratait őrzik. A 17. században, 1624-től 1647-ig, számos alkalommal itt tartotta a vármegye közgyüléseit. Szentantal közelében feküdt a Pakhas nevű hajdani falu, melyről 1342-ben emlékezik meg oklevél és azt a litvai vár birtokai közé sorozza; ma nyoma sincsen ennek a falunak és nevét csak egy dülő őrzi. Szentantal község határában vannak a Bazsanyicza-major és Rovnya puszta. Szentantalban született Grünwald Béla, a kiváló publiczista és népszerű író.”
A trianoni békeszerződésig Hont vármegye Korponai járásához tartozott.
1920-tól 1948-ig hivatalos szlovák neve Svätý Antol, 1960-ig Svätý Anton, majd 1996-ig Antol.

## Népessége
| Év:            | 1994. | 2004.   | 2014.   | 2024.   |
| -------------- | ----- | ------- | ------- | ------- |
| Emberek száma: | 1126  | 1187    | 1218    | 1284    |
| Eltérés:       |       | +5,41 % | +2,61 % | +5,41 % |

| Év:            | 2023. | 2024. |
| -------------- | ----- | ----- |
| Emberek száma: | 1284  | 1284  |
| Eltérés:       |       | +0 %  |

1910-ben 1524, többségben szlovák lakosa volt.
2011-ben 1217 lakosából 1110 szlovák.

## Nevezetességei
- A 18. századi Koháry-kastélyban faipari és vadászati múzeum működik. A kastély 1744-ben épült barokk stílusban, a 19. század elején klasszicista stílusban átalakították. Különlegessége, hogy a naptár számszimbólum szerint tervezett épületnek eredetileg 365 ablaka, 52 terme, 12 kéménye, 7 árkádja és a négy évszak alapján 4 bejárata volt, mely beosztás a későbbi átépítések során némileg módosult. A nyilvánosság számára 1962-ben megnyitott kastély a vadászati, halászati és faipari kiállítás mellett gazdag 18–19. századi képzőművészeti, bútor- és porcelángyűjteménnyel is rendelkezik. Folyosóját agancsok és egyéb vadásztrófeák gazdag gyűjteménye díszíti. Díszkútja, bejárata eredeti formájában maradt meg. Nagyméretű szép park övezi, mely minden évben az országos vadásznapok, a Szent Hubertusz Napok színhelye.

Hont vármegye monográfiája így ír a kastélyról: „A szabályos négyszögben épült kastélynak annyi a kapúja, a mennyi az évszakok száma, tehát négy; annyi a szobája, a mennyi hét van egy esztendőbe, tehát 52; annyi a kéménye, a mennyi hónap van egy évben, tehát 12; és annyi az ablaka, a mennyi nap van egy esztendőben, tehát 365. A tágas udvar közepén nagy szökőkút löveli a magasba kristály-vizét. A kápolna külső falán lévő óra mellett ez a chronosticon olvasható:»SUnt Et erUnt horae passU qressUque CUrentes TaMen Una VenIet qUae tIbI DiCet AbI«. A kastélyhoz fel a faluból százados hársfákkal szegélyezett, széles út vezet, melynek alján, a lassan folydogáló Selmecz patak mellett, Szent János kápolnája áll ezzel a fölirással: "Tolle Koháryanum vota coelo Joannes". A kastély széles folyosóinak falait szebbnél-szebb metszetek és vadásztrofeák diszítik. Utóbbiak mind herczeg Koburg Fülöp vadászzsákmányából származnak. A szentantali várkastély nagyobb részének pompás berendezése még a Koháryak idejéből való. Hosszú sora a régi, becses festményeknek, túlnyomólag arczképek, ékesíti a termek falait. E festmények között találjuk Savojai Jenő herczeg arczképét, továbbá a két hős Koháry István, Simonyi ezredes, Mária Terézia és a gyermekei, a török fogságba esett két Koháry arczképeit; ugyancsak itt látjuk a szép szentantali czigányleány képét, kit egy Koháry fogva tartott a kastélyában, de a szép leánynak sikerült mégis az aranykalitból megszöknie, hogy czigány családjával messzire vándoroljon és hirét soha se hallják többé. A Koháryak alatt szolgált összes katonatisztek arczképeit megőrizték e termek. E festményeken kivül az antik műkincsek gazdag gyűjteményében is gyönyörködhetik a szem. Nagybecsü kincse az egyik teremnek az a mozaik asztal és az ahhoz tortozó girandolák, melyeket a milleniumi kiállítás történelmi csarnoka számára, a kiállítás tartamára, engedett át a herczegi család. Van a kastélyban egy régi zongora (spinet), olyan, mint a Tökölyé a nemzeti muzeumban. Egyik szobában látható az egyik Koháry kedvelt szakácsnéjának és a macskájának életnagyságban, kartonból készült alakja. Az évszázados velenczei aczéltükrök, szebbnél-szebb régi bútorok, gyönyörű hímzések, például a kápolna oltárainak párnái, melyeket Koháry kisasszonyok hímeztek önkezükkel, mind nagybecsű és érdekes műtárgyak. Szentantalon őrzik a Koháryak levéltárát és könyvtárát is. A várkastély mellett nagy angol park terül el, tavakkal, vízeséssel, remetelakkal, gloriettel, mely utóbbiból felséges kilátás nyílik, különösen Hont vármegye déli tájára."
- Remete Szent Antal tiszteletére szentelt, római katolikus temploma 1755-ben épült barokk stílusban. A templomban M. S. mester több alkotása volt látható, melyek azonban pozsonyi és esztergomi múzeumokba kerültek. Gótikus Madonna-szobra a 16. század elején készült.
- A falu barokk haranglába a 18. század első feléből származik.
- Rokokó kápolnáját 1758-ban építették.

## Neves személyek
- Itt született 1721-ben Koháry Miklós katona, altábornagy.
- Itt született 1726. december 2-án herceg Koháry Ignác főispán, őrnagy.
- Itt született 1839. december 2-án Grünwald Béla politikus, publicista, történész, a Magyar Tudományos Akadémia tagja.
- Itt hunyt el 1757-ben Koháry András József lovassági tábornok, főispán, nagybirtokos.

## Külső hivatkozások
- Hivatalos oldal
- Községinfó
- Szentantal Szlovákia térképén
- Koháry kastély (szlovák nyelvű képes leírás)
- Skonline.sk
- Muzeum.sk
- E-obce.sk Archiválva 2008. szeptember 16-i dátummal a Wayback Machine-ben